# Зелинский, Георгий Васильевич
Георгий Васильевич Зелинский (14 октября 1926, Николаев — 21 марта 2001) — советский телевизионный режиссёр. Заслуженный работник культуры Польской Народной Республики.

## Биография
Родился 14 октября 1926 года в г. Николаев, Украинской ССР.
Окончил Государственный институт театрального искусства имени А. В. Луначарского, отделение актёров музкомедии.
Работал в Театре сатиры заведующим труппой и помощником главного режиссёра.
Работал на телевидении с 1968 года, режиссёр эстрадно-развлекательной юмористической телепередачи «Кабачок „13 стульев“».
Ушёл из жизни 21 марта 2001 года в возрасте 74 лет. Похоронен на Введенском кладбище Москвы (участок № 6) в одной могиле с родителями.

### Семья
Отец — Василий Петрович Зелинский (1904—1968), генерал-майор танковых войск.

Супруга — Зоя Николаевна Зелинская (в девичестве Ющук, 1929—2024), актриса Театра сатиры, народная артистка РСФСР. Вместе прожили 10 лет.

## Работы
Режиссёр-постановщик цикла телепрограмм «Кабачок „13 стульев“», телеспектаклей «Не заплачу» (по Эдуардо Де Филиппо), «Топаз» (автор П. Маньоль), «Когда море смеётся» (по новелле О.Генри "Короли и капуста") и других.